# 1978-as Formula–1 spanyol nagydíj
A spanyol nagydíj volt az 1978-as Formula–1 világbajnokság hetedik futama.

## Futam
| Helyezés | #  | Versenyző             | Csapat/Motor       | Körök | Idő/Kiesés oka | Rajthely | Pontszám |
| -------- | -- | --------------------- | ------------------ | ----- | -------------- | -------- | -------- |
| 1        | 5  | Mario Andretti        | Lotus-Ford         | 75    | 1:41:47,06     | 1        | 9        |
| 2        | 6  | Ronnie Peterson       | Lotus-Ford         | 75    | +19,56         | 2        | 6        |
| 3        | 26 | Jacques Laffite       | Ligier-Matra       | 75    | +37,24         | 10       | 4        |
| 4        | 20 | Jody Scheckter        | Wolf-Ford          | 75    | +1:00,06       | 9        | 3        |
| 5        | 2  | John Watson           | Brabham-Alfa Romeo | 75    | +1:05,93       | 7        | 2        |
| 6        | 7  | James Hunt            | McLaren-Ford       | 74    | +1 kör         | 4        | 1        |
| 7        | 19 | Vittorio Brambilla    | Surtees-Ford       | 74    | +1 kör         | 16       |          |
| 8        | 27 | Alan Jones            | Williams-Ford      | 74    | +1 kör         | 18       |          |
| 9        | 9  | Jochen Mass           | ATS-Ford           | 74    | +1 kör         | 17       |          |
| 10       | 12 | Gilles Villeneuve     | Ferrari            | 74    | +1 kör         | 5        |          |
| 11       | 18 | Rupert Keegan         | Surtees-Ford       | 73    | +2 kör         | 23       |          |
| 12       | 3  | Didier Pironi         | Tyrrell-Ford       | 71    | +4 kör         | 13       |          |
| 13       | 15 | Jean-Pierre Jabouille | Renault            | 71    | +4 kör         | 11       |          |
| 14       | 36 | Rolf Stommelen        | Arrows-Ford        | 71    | +4 kör         | 19       |          |
| 15       | 17 | Clay Regazzoni        | Shadow-Ford        | 67    | Üzemanyagcső   | 22       |          |
| Kiesett  | 22 | Jacky Ickx            | Ensign-Ford        | 64    | Motorhiba      | 21       |          |
| Kiesett  | 14 | Emerson Fittipaldi    | Fittipaldi-Ford    | 62    | Karburátor     | 15       |          |
| Kiesett  | 11 | Carlos Reutemann      | Ferrari            | 57    | Baleset        | 3        |          |
| Kiesett  | 1  | Niki Lauda            | Brabham-Alfa Romeo | 56    | Motorhiba      | 6        |          |
| Kiesett  | 4  | Patrick Depailler     | Tyrrell-Ford       | 51    | Motorhiba      | 12       |          |
| Kiesett  | 16 | Hans-Joachim Stuck    | Shadow-Ford        | 45    | Felfüggesztés  | 24       |          |
| Kiesett  | 35 | Riccardo Patrese      | Arrows-Ford        | 21    | Motorhiba      | 8        |          |
| Kiesett  | 25 | Héctor Rebaque        | Lotus-Ford         | 21    | Kipufogó       | 20       |          |
| Kiesett  | 8  | Patrick Tambay        | McLaren-Ford       | 16    | Kicsúszás      | 14       |          |
| NK       | 37 | Arturo Merzario       | Merzario-Ford      |       |                |          |          |
| NK       | 30 | Brett Lunger          | McLaren-Ford       |       |                |          |          |
| NK       | 28 | Emilio de Villota     | McLaren-Ford       |       |                |          |          |
| NK       | 10 | Alberto Colombo       | ATS-Ford           |       |                |          |          |
| NeK      | 32 | Keke Rosberg          | Theodore-Ford      |       |                |          |          |

## Statisztikák
Vezető helyen:
- James Hunt: 5 (1-5)
- Mario Andretti: 70 (6-75)

Mario Andretti 9. győzelme, 12. pole-pozíciója, 9. leggyorsabb köre, 2. mesterhármasa (gy, pp, lk)
- Lotus 67. győzelme.